# Adérito Hugo da Costa
Adérito Hugo da Costa (Same, 27 de dezembro de 1968) é um político e jornalista timorense que serviu como presidente do Parlamento Nacional de Timor-Leste entre 2016 e 2017. Ele é bacharel em ciências políticas.

## Carreira
Entre 1993 e 2007 Costa trabalhou como jornalista no Suara Timor Timur (Atual Suara Timor Loro'sa), que foi o primeiro jornal diário do Timor-Leste ainda sob ocupação indonésia. Anos depois fundou o Timor Post. Em 2007 Costa entrou para o Parlamento Nacional de Timor-Leste. Foi vice-presidente da casa entre 2012 e 2016 e assumiu como presidente titular de 2016 a 2017 em substituição por Vicente da Silva Guterres. Serviu como tal até ser substituído por Aniceto Guterres Lopes.
Após rápida dissolução do parlamento em 2018, Costa serviu como membro da Comissão de Negócios Estrangeiros, Defesa e Segurança Nacional (Comissão B). Foi membro da Fundação Timor Beran, do Conselho de Administração de Radiodifusão do Timor-Leste do Grupo Parlamentar de Amizade do Timor-Leste-Japão. No mesmo ano Costa concorreu nas eleições parlamentares de 2018 pela AMP, mas conseguiu apenas a 19 º lugar da lista.